# Брајсон Сити (Северна Каролина)
Брајсон Сити (енгл. Bryson City) град је у америчкој савезној држави Северна Каролина.

## Демографија
По попису из 2010. године број становника је 1.424, што је 13 (0,9%) становника више него 2000. године.
| Група             | 2000.         | 2010.         |
| Белци             | 1.273 (90,2%) | 1.240 (87,1%) |
| Афроамериканци    | 28 (2,0%)     | 7 (0,5%)      |
| Азијати           | 5 (0,4%)      | 8 (0,6%)      |
| Хиспаноамериканци | 24 (1,7%)     | 77 (5,4%)     |
| Укупно            | 1.411         | 1.424         |